# Emil Boșca-Mălin

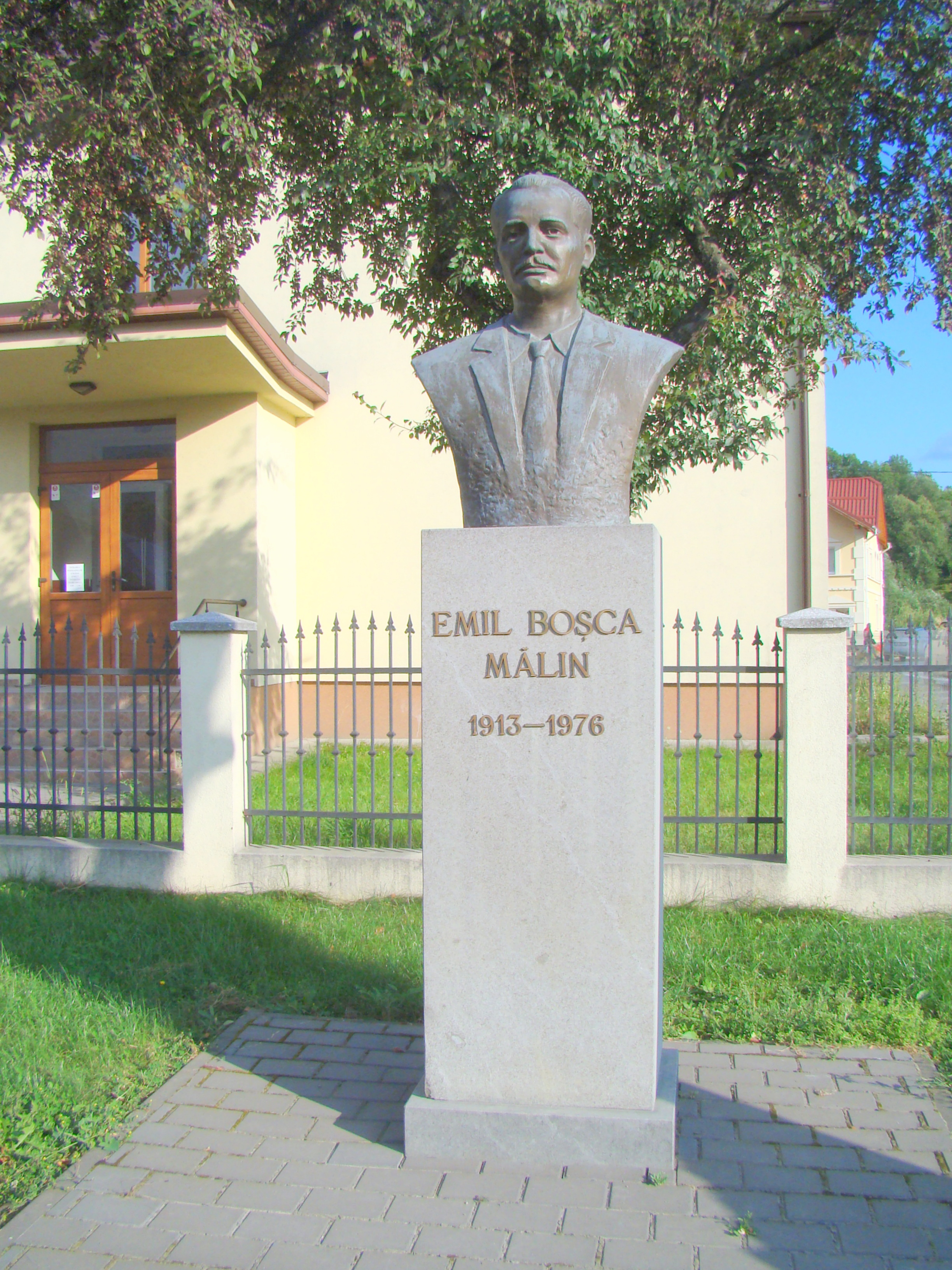
Bustul lui Emil Boșca-Mălin din Maieru

Emil Boșca-Mălin (n. 1913, Maieru, județul Bistrița-Năsăud - d. 1976) a fost un ziarist, jurist, lingvist și politician român. A scris pentru ziarul Ardealul, pentru Gazeta Transilvaniei și a fost redactor la cotidianul bucureștean Curentul. Emil Boșca-Mălin a fost responsabil cu secțiunea de presă a Partidului Național Țărănesc, fiind numit de către Iuliu Maniu „șef al propagandei și al presei PNȚ”. Datorită convingerilor sale politice, a avut de suferit în perioada comunistă, fiind întemnițat în 8 pușcării comuniste, printre care cele din Gherla, Aiud, Oradea, iar în închisoarea din Râmnicu Sărat a fost deținut împreună cu mari personalități politice național-țărăniste de mai tîrziu precum Ion Diaconescu și Corneliu Coposu. A fost arestat la vârsta de 39 de ani, fiind privat de libertate 12 ani, respectiv 18 ani, dacă se ține cont de anii petrecuți în clandestinitate (1946-1952).

Telepatie și hipnoză în închisorile comuniste este cartea pe care a scris-o în timpul detenției și publicată abia în anul 1995 (ediție îngrijită de Lazăr Ureche), la editura „Glasul Bucovinei” din Iași. Manuscrisele sale au fost confiscate de Securitate, unele s-au pierdut sau au fost distruse de către regimul comunist iar altele se găsesc în prezent în arhiva CNSAS..
Emil Boșca-Mălin a avut doi fii, Radu și Mircea. S-a stins din viață în anul 1976, fiind  înmormîntat la Maieru, locul său de naștere, al cărui cetățean de onoare (post mortem) a devenit în 1995.

## Din lucrările sale
1945 - Lupta presei transilvane